# Victor Ekani
 (mars 2025).
Victor Ekani, né le 27 février 1997 à Yaoundé au Cameroun, est un footballeur camerounais qui joue au poste de milieu central à SønderjyskE.

## Biographie

### SønderjyskE
Victor Ekani est né à Yaoundé au Cameroun, et commence le football à l'AS Fortuna. En 2017 il rejoint le Danemark et le club de SønderjyskE, signant un contrat de quatre ans. Il joue son premier match en professionnel le 27 septembre 2017 lors d'une rencontre de Coupe du Danemark face au Vendsyssel FF. Il est titulaire et joue l'intégralité de la rencontre, qui se solde par la victoire des siens (1-2). Il joue son premier match de championnat le 1er octobre suivant lors d'une lourde défaite face au Brøndby IF (4-0).
Le 1er juillet 2020 il participe à la victoire historique du club en Coupe du Danemark. SønderjyskE remporte son premier titre national face à l'Aalborg BK en finale, et Victor Ekani est titularisé lors de cette rencontre.

### En sélection
Victor Ekani est sélectionné avec l'équipe du Cameroun des moins de 20 ans pour participer à la coupe d'Afrique des nations des moins de 20 ans en 2017. Il joue les trois matchs de son équipe mais les jeunes camerounais ne parviennent pas à sortir de la phase de groupe.

## Palmarès

### En club
SønderjyskE
- Coupe du Danemark (1) :
  - Vainqueur : 2019-20.